# Willy Vekemans
Willy Vekemans est un coureur cycliste belge, né le 28 avril 1945 à Putte. Il fut professionnel de 1967 à 1972.

## Palmarès
- 1967
  - Circuit Het Volk
- 1968
  - 4e étape du Tour de Belgique
  - Grand Prix du canton d'Argovie
  - 2e du Grand Prix de la ville de Vilvorde
  - 2e du Circuit de Niel
  - 3e du Grand Prix Betekom
- 1969
  - Gand-Wevelgem
  - 4e étape du Tour de Belgique
  - Tour du Limbourg
  - Hoeilaart-Diest-Hoeilaart
  - 3e du Grand Prix E3
  - 3e du Paris-Roubaix
  - 5e de l'Amstel Gold Race
- 1970
  - Omloop van de Westkust
  - 2e étape de Tirreno-Adriatico
  - 2e de Gand-Wevelgem

## Résultats sur les grands tours

### Tour d'Italie
1 participation
- 1970 : abandon

### Tour d'Espagne
1 participation
- 1968 : abandon